# Тулейрі (Південна Дакота)
Тулейрі (англ. Tulare) — місто (англ. town) в США, в окрузі Спінк штату Південна Дакота. Населення — 211 особа (2020).

## Географія
Тулейрі розташоване за координатами 44°44′18″ пн. ш. 98°30′32″ зх. д. / 44.73833° пн. ш. 98.50889° зх. д. (44.738221, -98.508932).  За даними Бюро перепису населення США в 2010 році місто мало площу 0,66 км², уся площа — суходіл.

## Демографія
Згідно з переписом 2010 року, у місті мешкало 207 осіб у 90 домогосподарствах у складі 52 родин. Густота населення становила 313 осіб/км².  Було 103 помешкання (156/км²).
Расовий склад населення:
| - 98,1 % — білих - 0,5 % — корінних американців - 0,5 % — азіатів |

До двох чи більше рас належало 1,0 %. Частка іспаномовних становила 0,5 % від усіх жителів.
За віковим діапазоном населення розподілялося таким чином: 22,2 % — особи молодші 18 років, 56,1 % — особи у віці 18—64 років, 21,7 % — особи у віці 65 років та старші. Медіана віку мешканця становила 44,8 року. На 100 осіб жіночої статі у місті припадало 109,1 чоловіків;  на 100 жінок у віці від 18 років та старших — 94,0 чоловіків також старших 18 років.
Середній дохід на одне домашнє господарство  становив 57 731 долар США (медіана — 49 375), а середній дохід на одну сім'ю — 62 598 доларів (медіана — 51 875). За межею бідності перебувало 8,9 % осіб, у тому числі 14,5 % дітей у віці до 18 років та 10,6 % осіб у віці 65 років та старших.
Цивільне працевлаштоване населення становило 130 осіб. Основні галузі зайнятості: освіта, охорона здоров'я та соціальна допомога — 24,6 %, сільське господарство, лісництво, риболовля — 23,8 %, роздрібна торгівля — 10,8 %, фінанси, страхування та нерухомість — 7,7 %.